# Trois Heures pour tuer
Pour plus de détails, voir Fiche technique et Distribution.
Trois Heures pour tuer (titre original : Three Hours to Kill) est un film américain réalisé par Alfred L. Werker, sorti en 1954. Ce film a inspiré Roger Corman pour le western La Loi des armes (Gunslinger) sortit en 1956.

## Synopsis
Soupçonné à tort du meurtre d’un homme, Jim Guthrie (Dana Andrews) est sur le point d’être lynché et ne doit son salut qu’à la sœur de la victime, Laurie Mastin (Donna Reed), qui ne croit pas en sa culpabilité. Il fuit alors et erre pendant trois années avant de revenir au village. Sur place, le shérif Ben East (Stephen Elliott) lui donne trois heures pour prouver son innocence. Il est aidé dans sa recherche par Chris Palmer (Dianne Foster), l’une des rares personnes de la ville à croire en lui.

## Fiche technique
- Titre original : Three Hours to Kill
- Titre français : Trois Heures pour tuer
- Réalisation : Alfred L. Werker
- Assistant du réalisateur : Sam Nelson
- Scénario : Roy Huggins, Richard Alan Simmons et Maxwell Shane (dialogues additionnels) d'après une histoire d’Alex Gottlieb (de)
- Direction artistique : George Brooks
- Décorateur de plateau : Frank Tuttle
- Photographie : Charles Lawton Jr.
- Montage : Gene Havlick
- Musique : Paul Sawtell
- Production : Harry Joe Brown
- Société de production et de distribution : Columbia Pictures
- Pays de production :  États-Unis
- Langue originale : anglais
- Format : Couleur (Technicolor) - 35 mm — 1,37:1 - Son : 3 Channel Stereo (RCA Sound System)
- Genre : Western
- Durée : 77 minutes
- Date de sortie : États-Unis : 4 novembre 1954

## Distribution
- Dana Andrews (VF : Robert Dalban) : Jim Guthrie
- Donna Reed : Laurie Mastin
- Dianne Foster : Chris Palmer
- Stephen Elliott : shérif Ben East
- Richard Coogan : Niles Hendricks
- Laurence Hugo : Marty Lasswell
- James Westerfield : Sam Minor
- Richard Webb : Carter Mastin
- Carolyn Jones : Polly
- Charlotte Fletcher : Betty
- Whit Bissell : Deke
- Felipe Turich
- Arthur Fox
- Francis McDonald
- Franklyn Farnum (non-crédité)
- Snub Pollard (non-crédité)
- Elsie Baker (en) (non-crédité)
- Stanley Blystone (non-crédité)
- Bob Burns (non-crédité)
- Paul E. Burns (non-crédité)
- Frank Hagney (non-crédité)
- G. Pat Collins (en) (non-crédité)
- Edward Clark (en) (non-crédité)
- Edward Earle (non-crédité)
- Reed Howes (non-crédité)
- Hank Mann (non-crédité)
- Frank O'Connor (non-crédité)
- Patrick H. O'Malley Jr. (non-crédité)
- Buddy Roosevelt (non-crédité)
- Syd Saylor (non-crédité)

## Autour du film
- Ce film a été tourné à Thousand Oaks, Newhall et dans la zone de Lake Sherwood en Californie.